# Eonatator
Eonatator es un género extinto de mosasáurido halisaurino del Cretácico Superior de Norteamérica, Suramérica y de Europa.

## Descubrimiento
Originalmente, Eonatator se incluía dentro del género Halisaurus, pero fue colocado en su propio género. Eonatator se conoce del Miembro Smooky Hill Chalk de la Formación Niobrara (Coniaciense superior-Campaniense inferior) de Kansas, de la formación de Eutaw (Santoniense) y de la Formación Mooreville Chalk (Campaniense-Santoniense inferior) de Alabama, de la Formación Kristianstad de Suecia meridional (Campaniano) y de la unidad Nivel de Lutitas y Arenas (Campaniano) de Colombia. El nombre de Eonatator significa "nadador del amanecer" (del griego eos = amanecer y el latín natator = nadador). Originalmente solo abarcaba a una especie, E. sternbergii, la cual fue nombrada en honor de Charles H. Sternberg y su hijo Levi, quienes descubrieron el espécimen tipo en la Caliza de Niobrara Chalk durante el verano de 1918. Una segunda especie, E. coellensis, fue nombrada en 2013 por el municipio de Coello en el departamento de Tolima en Colombia, cerca del cual fue descubierta. El descubrimiento se logró gracias a Luis Enrique Calderón, profesor de Girardot, y su hijo Ricardo, quienes descubrieron el fósil incrustado en el lecho de una quebrada seca, tras lo cual tomaron una pequeña muestra que enviaron al Servicio Geológico Colombiano (SGC), confirmando que se trataba de un fósil y de esta manera se organizó una expedición para recuperar e investigar el hallazgo

## Descripción

Comparación de tamaño de las dos especies conocidas de Eonatator, E. sternbergii y E. coellensis

Bardet y colaboradores (2005, p. 465) diagnosticaron a Eonatator sternbergii como sigue: “Caracteres ambiguos: sutura lateral premaxilar-maxilar que termina en la parte posterior en el noveno diente maxilar; cola cerca del 40% de la cabeza y de la longitud del tronco (convergente con los mosasaurinos); longitud de la vértebra caudal mayor que su anchura; menos de cuatro vértebras pigales; longitud del fémur con una anchura dos veces en el extremo distal (convergente con Clidastes). Por su parte, E. coellensis fue diagnosticado por María Páramo (2013) así: narinas mucho más posicionadas hacia atrás, situadas entre el nivel de los dientes maxilares 7 y 17, un premaxilar y maxilar con un breve rostro anterior a los primeros dientes; presencia de un septomaxilar, un gran hueso prefrontal que compone la mayor parte del borde de la fosa nasal externa, un frontal corto y ancho, un foramen parietal localizado cerca de la sutura fronto-parietal, una superficie triangular del hueso parietal con dos depresiones mediales y 22 vértebras caudales. Un análisis cladístico de Halisaurinae ha indicado que Eonatator es el taxón hermano de Halisaurus y que representa uno de los taxones más basales conocidos entre los mosasáuridos.
Eonatator estaba entre los mosasaurios más pequeños. La longitud del esqueleto, que representa a un adulto, es solamente de 2.65 metros en longitud. Como muchos mosasaurios, se alimentaba probablemente sobre todo de peces y reptiles marinos más pequeños. La longitud del espécimen tipo de E. coellensis, IGM p 881237 (el cual carece de cola completa), es de 2.8 metros hasta la última vértebra caudal preservada, con un cráneo de 41,5 centímetros de largo. El espécimen de esta especie es además notable por tener restos de tejido blando en la región del oído, el cuello y las regiones torácica y abdominal. Bajo las vértebras pigales y la decimoséptima vértebra dorsal hay una serie de 20 centros de vértebras muy pequeños y un hueso aplanado, que en conjunto miden 25 centímetros de largo. Estos poseen rasgos de los mosasauroides, con tres vértebras con arcos hemales y centros procélicos, que sugieren la posibilidad de que estos pequeños huesos pertenezcan a embriones de esta especie, si bien la carencia de fósiles diagnósticos como el cráneo o dientes impiden una identificación certera. En cualquier caso, esto sería consecuente con el ovoviviparismo anteriormente reportado en otros mosasauroides como Carsosaurus.

## Clasificación
Como muchos mosasaurios, este género tiene una historia taxonómica complicada. El espécimen tipo (UPI R 163, Instituto Paleontológico de la Universidad de Uppsala, Uppsala, Suecia), un esqueleto casi completo, originalmente fue referido el género Clidastes por Wiman y luego a Halisaurus por Russell. Por lo tanto, Clidastes sternbergii se convirtió en Halisaurus sternbergii. Sin embargo, por los finales de los 80, algunos paleontólogos comenzaron a sugerir que el H. sternbergii pertenecía a un género separado y que Halisaurus era polifilético.
En 2005, Halisaurus sternbergii fue reasignado a su propio género, Eonatator por Nathalie Bardet y colaboradores junto con la descripción de Halisaurus arambourgi y la creación de la subfamilia Halisaurinae.
A continuación se muestra un cladograma que sigue el análisis hecho por Takuya Konishi y colaboradores en 2015, hecho con la descripción de Phosphorosaurus ponpetelegans, el cual expone las relaciones internas dentro de Halisaurinae. El análisis excluye a la especie dudosa Halisaurus onchognathus y al género Pluridens.
|  | Eonatator sternbergii                                                                      |
|  |                                                                                            |
|  | \| \| Phosphorosaurus ortliebi \| \| \| \| \| \| Phosphorosaurus ponpetelegans \| \| \| \| |
|  |                                                                                            |
|  | Phosphorosaurus ortliebi                                                                   |
|  |                                                                                            |
|  | Phosphorosaurus ponpetelegans                                                              |
|  |                                                                                            |

|  | Phosphorosaurus ortliebi      |
|  |                               |
|  | Phosphorosaurus ponpetelegans |
|  |                               |

|  | Eonatator sternbergii                                                                      |
|  |                                                                                            |
|  | \| \| Phosphorosaurus ortliebi \| \| \| \| \| \| Phosphorosaurus ponpetelegans \| \| \| \| |
|  |                                                                                            |
|  | Phosphorosaurus ortliebi                                                                   |
|  |                                                                                            |
|  | Phosphorosaurus ponpetelegans                                                              |
|  |                                                                                            |

|  | Phosphorosaurus ortliebi      |
|  |                               |
|  | Phosphorosaurus ponpetelegans |
|  |                               |

|  | Eonatator sternbergii                                                                      |
|  |                                                                                            |
|  | \| \| Phosphorosaurus ortliebi \| \| \| \| \| \| Phosphorosaurus ponpetelegans \| \| \| \| |
|  |                                                                                            |
|  | Phosphorosaurus ortliebi                                                                   |
|  |                                                                                            |
|  | Phosphorosaurus ponpetelegans                                                              |
|  |                                                                                            |

|  | Phosphorosaurus ortliebi      |
|  |                               |
|  | Phosphorosaurus ponpetelegans |
|  |                               |

|  | Eonatator sternbergii                                                                      |
|  |                                                                                            |
|  | \| \| Phosphorosaurus ortliebi \| \| \| \| \| \| Phosphorosaurus ponpetelegans \| \| \| \| |
|  |                                                                                            |
|  | Phosphorosaurus ortliebi                                                                   |
|  |                                                                                            |
|  | Phosphorosaurus ponpetelegans                                                              |
|  |                                                                                            |

|  | Phosphorosaurus ortliebi      |
|  |                               |
|  | Phosphorosaurus ponpetelegans |
|  |                               |

En su descripción en 2023 de una nueva especie de Halisaurus, H. hebae, Shaker et al. llevaron a cabo un análisis filogenético de los miembros de la subfamilia Halisaurinae. Ellos sugirieron que Phosphorosaurus ponpetelegans y Eonatator coellensis estaban más cercanamente relacionados con el género Halisaurus que a las especies tipo de sus respectivos géneros. Ellos asignaron de forma tentativa a estas especies a Halisaurus. Los resultados de su análisis son mostrados en el esquema a continuación:

|  | Halisaurus arambourgi                       |
|  |                                             |
|  | \| \| Halisaurus platyspondylus \| \| \| \| |
|  |                                             |
|  | Halisaurus platyspondylus                   |
|  |                                             |

|  | Halisaurus platyspondylus |
|  |                           |

|  | Halisaurus arambourgi                       |
|  |                                             |
|  | \| \| Halisaurus platyspondylus \| \| \| \| |
|  |                                             |
|  | Halisaurus platyspondylus                   |
|  |                                             |

|  | Halisaurus platyspondylus |
|  |                           |

|  | Halisaurus arambourgi                       |
|  |                                             |
|  | \| \| Halisaurus platyspondylus \| \| \| \| |
|  |                                             |
|  | Halisaurus platyspondylus                   |
|  |                                             |

|  | Halisaurus platyspondylus |
|  |                           |

|  | Halisaurus arambourgi                       |
|  |                                             |
|  | \| \| Halisaurus platyspondylus \| \| \| \| |
|  |                                             |
|  | Halisaurus platyspondylus                   |
|  |                                             |

|  | Halisaurus platyspondylus |
|  |                           |

|  | Halisaurus arambourgi                       |
|  |                                             |
|  | \| \| Halisaurus platyspondylus \| \| \| \| |
|  |                                             |
|  | Halisaurus platyspondylus                   |
|  |                                             |

|  | Halisaurus platyspondylus |
|  |                           |

|  | Halisaurus arambourgi                       |
|  |                                             |
|  | \| \| Halisaurus platyspondylus \| \| \| \| |
|  |                                             |
|  | Halisaurus platyspondylus                   |
|  |                                             |

|  | Halisaurus platyspondylus |
|  |                           |

|  | Halisaurus arambourgi                       |
|  |                                             |
|  | \| \| Halisaurus platyspondylus \| \| \| \| |
|  |                                             |
|  | Halisaurus platyspondylus                   |
|  |                                             |

|  | Halisaurus platyspondylus |
|  |                           |

|  | Halisaurus arambourgi                       |
|  |                                             |
|  | \| \| Halisaurus platyspondylus \| \| \| \| |
|  |                                             |
|  | Halisaurus platyspondylus                   |
|  |                                             |

|  | Halisaurus platyspondylus |
|  |                           |

|  | Halisaurus arambourgi                       |
|  |                                             |
|  | \| \| Halisaurus platyspondylus \| \| \| \| |
|  |                                             |
|  | Halisaurus platyspondylus                   |
|  |                                             |

|  | Halisaurus platyspondylus |
|  |                           |

|  | Halisaurus arambourgi                       |
|  |                                             |
|  | \| \| Halisaurus platyspondylus \| \| \| \| |
|  |                                             |
|  | Halisaurus platyspondylus                   |
|  |                                             |

|  | Halisaurus platyspondylus |
|  |                           |

|  | Halisaurus arambourgi                       |
|  |                                             |
|  | \| \| Halisaurus platyspondylus \| \| \| \| |
|  |                                             |
|  | Halisaurus platyspondylus                   |
|  |                                             |

|  | Halisaurus platyspondylus |
|  |                           |

|  | Halisaurus arambourgi                       |
|  |                                             |
|  | \| \| Halisaurus platyspondylus \| \| \| \| |
|  |                                             |
|  | Halisaurus platyspondylus                   |
|  |                                             |

|  | Halisaurus platyspondylus |
|  |                           |

|  | Halisaurus arambourgi                       |
|  |                                             |
|  | \| \| Halisaurus platyspondylus \| \| \| \| |
|  |                                             |
|  | Halisaurus platyspondylus                   |
|  |                                             |

|  | Halisaurus platyspondylus |
|  |                           |

|  | Halisaurus arambourgi                       |
|  |                                             |
|  | \| \| Halisaurus platyspondylus \| \| \| \| |
|  |                                             |
|  | Halisaurus platyspondylus                   |
|  |                                             |

|  | Halisaurus platyspondylus |
|  |                           |

|  | Halisaurus arambourgi                       |
|  |                                             |
|  | \| \| Halisaurus platyspondylus \| \| \| \| |
|  |                                             |
|  | Halisaurus platyspondylus                   |
|  |                                             |

|  | Halisaurus platyspondylus |
|  |                           |

|  | Halisaurus arambourgi                       |
|  |                                             |
|  | \| \| Halisaurus platyspondylus \| \| \| \| |
|  |                                             |
|  | Halisaurus platyspondylus                   |
|  |                                             |

|  | Halisaurus platyspondylus |
|  |                           |

|  | Halisaurus arambourgi                       |
|  |                                             |
|  | \| \| Halisaurus platyspondylus \| \| \| \| |
|  |                                             |
|  | Halisaurus platyspondylus                   |
|  |                                             |

|  | Halisaurus platyspondylus |
|  |                           |

|  | Halisaurus arambourgi                       |
|  |                                             |
|  | \| \| Halisaurus platyspondylus \| \| \| \| |
|  |                                             |
|  | Halisaurus platyspondylus                   |
|  |                                             |

|  | Halisaurus platyspondylus |
|  |                           |

|  | Halisaurus arambourgi                       |
|  |                                             |
|  | \| \| Halisaurus platyspondylus \| \| \| \| |
|  |                                             |
|  | Halisaurus platyspondylus                   |
|  |                                             |

|  | Halisaurus platyspondylus |
|  |                           |

|  | Halisaurus arambourgi                       |
|  |                                             |
|  | \| \| Halisaurus platyspondylus \| \| \| \| |
|  |                                             |
|  | Halisaurus platyspondylus                   |
|  |                                             |

|  | Halisaurus platyspondylus |
|  |                           |

|  | Halisaurus arambourgi                       |
|  |                                             |
|  | \| \| Halisaurus platyspondylus \| \| \| \| |
|  |                                             |
|  | Halisaurus platyspondylus                   |
|  |                                             |

|  | Halisaurus platyspondylus |
|  |                           |

|  | Halisaurus arambourgi                       |
|  |                                             |
|  | \| \| Halisaurus platyspondylus \| \| \| \| |
|  |                                             |
|  | Halisaurus platyspondylus                   |
|  |                                             |

|  | Halisaurus platyspondylus |
|  |                           |

|  | Halisaurus arambourgi                       |
|  |                                             |
|  | \| \| Halisaurus platyspondylus \| \| \| \| |
|  |                                             |
|  | Halisaurus platyspondylus                   |
|  |                                             |

|  | Halisaurus platyspondylus |
|  |                           |

|  | Halisaurus arambourgi                       |
|  |                                             |
|  | \| \| Halisaurus platyspondylus \| \| \| \| |
|  |                                             |
|  | Halisaurus platyspondylus                   |
|  |                                             |

|  | Halisaurus platyspondylus |
|  |                           |

|  | Halisaurus arambourgi                       |
|  |                                             |
|  | \| \| Halisaurus platyspondylus \| \| \| \| |
|  |                                             |
|  | Halisaurus platyspondylus                   |
|  |                                             |

|  | Halisaurus platyspondylus |
|  |                           |

|  | Halisaurus arambourgi                       |
|  |                                             |
|  | \| \| Halisaurus platyspondylus \| \| \| \| |
|  |                                             |
|  | Halisaurus platyspondylus                   |
|  |                                             |

|  | Halisaurus platyspondylus |
|  |                           |

|  | Halisaurus arambourgi                       |
|  |                                             |
|  | \| \| Halisaurus platyspondylus \| \| \| \| |
|  |                                             |
|  | Halisaurus platyspondylus                   |
|  |                                             |

|  | Halisaurus platyspondylus |
|  |                           |

|  | Halisaurus arambourgi                       |
|  |                                             |
|  | \| \| Halisaurus platyspondylus \| \| \| \| |
|  |                                             |
|  | Halisaurus platyspondylus                   |
|  |                                             |

|  | Halisaurus platyspondylus |
|  |                           |

|  | Halisaurus arambourgi                       |
|  |                                             |
|  | \| \| Halisaurus platyspondylus \| \| \| \| |
|  |                                             |
|  | Halisaurus platyspondylus                   |
|  |                                             |

|  | Halisaurus platyspondylus |
|  |                           |

|  | Halisaurus arambourgi                       |
|  |                                             |
|  | \| \| Halisaurus platyspondylus \| \| \| \| |
|  |                                             |
|  | Halisaurus platyspondylus                   |
|  |                                             |

|  | Halisaurus platyspondylus |
|  |                           |

|  | Halisaurus arambourgi                       |
|  |                                             |
|  | \| \| Halisaurus platyspondylus \| \| \| \| |
|  |                                             |
|  | Halisaurus platyspondylus                   |
|  |                                             |

|  | Halisaurus platyspondylus |
|  |                           |

|  | Halisaurus arambourgi                       |
|  |                                             |
|  | \| \| Halisaurus platyspondylus \| \| \| \| |
|  |                                             |
|  | Halisaurus platyspondylus                   |
|  |                                             |

|  | Halisaurus platyspondylus |
|  |                           |

## Para leer más
- Lindgren J, Siverson M. 2005. Halisaurus sternbergii, a small mosasaur with an intercontinental distribution. Journal of Paleontology 79 (4): 763–773.